# FC Wiltz 71
FC Wiltz 71 este un club de fotbal din Wiltz, Luxemburg. Echipa joacă meciurile de acasă pe Stade Géitz cu o capacitate de 2.000 de locuri.

## Palmares
- Cupa Luxemburgului

Locul doi (1): 2000-01